# Hôpital universitaire international Cheikh Zaid
 (octobre 2015).
L’Hôpital universitaire international Cheikh Zaid est un service hospitalier de la Fondation Cheikh Zaid Ibn Soltan créé en 1998 à Rabat, au Maroc.

## Historique
L’Hôpital Cheikh Zaîd Rabat ouvre en 1998. De 2008 à 2012, une modernisation du mode organisationnel est adopté. Une extension de 20 000 m2 est créée en 2012. L'Université Internationale Abulcasis ouvre des Sciences de la Santé en 2014

## Description
L'hôpital Universitaire International de Cheikh Zaid est un hôpital, dans le secteur privé, de soins et santé cardiologie, maladies vasculaires, dentaire, chirurgie plastique et autres spécialités. Il a un statut juridique d'établissement et un secteur d'activité : "hôpitaux et cliniques", il est situé sur l'avenue Allal El fassi Madinat Al airfane Hay riad Rabat au Maroc.

### Services
- URGENCES : Le service des urgences il a pour mission d’assurer 24/24, tous les jours, l’intervention d’une équipe hospitalière médicalisée pour une prise en charge de tous les malades, nécessitant des soins médicaux et de réanimation[4].

### Horaires
L’Hôpital Cheikh Zaid accueille des patients du lundi au vendredi de 08h00 à 18h00 et de 08h00 à 12h00 le samedi.

### Spécialistes
1. Cardiovasculaire : il a 4 pôles dans son sein : La chirurgie cardiovasculaire est une branche qui est spécialisée en chirurgie des affections du cœur et des vaisseaux sanguins,

L'équipe réalise des interventions comme : Les pontages coronaires, les plasties valvulaires cardiaques, les remplacements valvulaires cardiaques, les réparations complètes des cardiopathies congénitales chez le nourrisson, l’enfant ou l’adulte.
L'équipe exerce dans un environnement dédié, elle travaille conjointement avec les autres spécialités relevant du département cardiovasculaire.
L'hôpital contient des équipements modernes (pompe CEC, système d’intégration opératoire, micromoteurs CCV, imagerie…) ainsi qu’une salle opératoire dédiée à la prise en charge chirurgicale de la pathologie cardiovasculaire.
En cas d’urgence l’équipe médico-chirurgicale est disponible en permanence via le service des Urgences de l’Hôpital.
Rythmologie : est la sous-spécialité cardiologique qui s’intéresse au dépistage et au traitement des troubles du rythme cardiaque. Elle est assurée par l’unité d’exploration cardiovasculaire qui assure le traitement des troubles de conduction par l’implantation de pacemaker. l’implantation de défibrillateurs implantables pour le traitement des troubles du rythme ventriculaire. L’unité d’exploration cardiovasculaire de l’Hôpital projette de mettre en place des projets innovants, notamment le développement d’un projet de cryoablation interventionelle de l’arythmie complète par fibrillation auriculaire.
Cardiologie: ce service de cardiologie, il est focalisé au dépistage, diagnostic et traitement des maladies cardiovasculaires.
Les cardiologues assurent une prise en charge complète des cardiopathies, entre autres les urgences cardiovasculaires qui peuvent mettre en jeu le pronostic vital des malades. Les patients sont pris en charge 24h/24 par une équipe médicale et paramédicale expérimentée.
Le service travaille en collaboration avec les chirurgiens cardiovasculaires au sein du département dédié. L'équipe est composée des Médecins spécialisés en Cardiologie :
Cardiologie interventionnelle (cathétérisme) L’équipe de cardiologie interventionelle est opérationnelle 24/24. Au sein de cette unité, sont occupés ce sont les patients admis en urgence pour insuffisance coronarienne aiguë (Les syndromes coronariens aigus, infarctus du myocarde), mais aussi la maladie coronaire stable. Elle dispose de 02 salles de cathéterisme cardiaque de dernière génération.
1. Ancologie-Cancérologie :
2. Hématologie :
3. Chirurgie :
4. Imagerie et Analyses :
5. Réanimation :
6. Urgences :
7. Spécialités Médicales